# Płocicz (województwo kujawsko-pomorskie)
Płocicz – wieś w Polsce, położona w województwie kujawsko-pomorskim, w powiecie sępoleńskim, w gminie Kamień Krajeński.
| SIMC    | Nazwa                   | Rodzaj    |
| ------- | ----------------------- | --------- |
| 0087834 | Bocianowo               | część wsi |
| 0087811 | Filipowo                | część wsi |
| 0087828 | Pod Cerkwicę            | część wsi |
| 0087840 | Pod Lutówko             | część wsi |
| 0087857 | Pod Tor                 | część wsi |
| 0087870 | Wybudowania pod Witkowo | część wsi |
| 0087863 | Wybudowanie pod Dąbrowę | część wsi |

W latach 1975–1998 wieś administracyjnie należała do województwa bydgoskiego.
Wieś duchowna, własność arcybiskupstwa gnieźnieńskiego, pod koniec XVI wieku leżała w powiecie nakielskim województwa kaliskiego. Według Narodowego Spisu Powszechnego (III 2011 r.) liczyła 780 mieszkańców. Jest największą miejscowością gminy Kamień Krajeński.
Pochodzi stąd Maria Teresa Dudzik, polska zakonnica, założycielka i pierwsza przełożona generalna Zgromadzenia Sióstr Franciszkanek Błogosławionej Kunegundy.